# 龍馬が翔ぶ
『龍馬が翔ぶ』（りょうまがとぶ）は時来組の製作による舞台である。
木村恭介と冨岡健翔のダブル主演で、出演もしている泉堅太郎が脚本、演出をしている時代劇である。

## 舞台
2022年12月14日から12月18日まで東京・俳優座劇場で上演。時来組主催によるプロジェクションマッピングを駆使した舞台。

### キャスト
- 中岡慎太郎 - 木村恭介
- 中野慎二 - 冨岡健翔
- 坂本龍馬 - 泉堅太郎
- お竜 - 熊切あさ美
- 千葉草太郎 - 新藤栄作
- 福井仁 - 藤原薫
- お登勢 - 仁藤優子
- 桂小五郎 - 山﨑玲央
- 西郷吉之助 - 山本真敬
- お仙 - 板野成美
- 土方歳三 - 積田裕和
- 近藤勇 - イナゲマン

### スタッフ
- 作 -  泉堅太郎、 湯浅桂樹
- 演出 -  泉堅太郎
- 制作 -　岩佐圭二、岡島世里奈、西山里花
- プロジェクションマッピング製作 - 松田充博
- 照明 - 関健一
- 音響 - 田島誠治